# Katarzyna Kulda
Katarzyna Kulda – polska wokalistka, członkini zespołów Kontrola W. i Kosmetyki Mrs. Pinki. Siostra Dariusza Kuldy.
W 1985 roku została uznana wokalistką roku w czasopiśmie „Non Stop”. W 1986 roku Kulda na festiwalu w Jarocinie wspierała wokalnie zespół KINEO RA. Później Kulda wraz z zespołem wystąpiła w filmach Moja krew, twoja krew oraz Fala. Obecnie jest mężatką, prowadzi z mężem zakład optyczny. Nieregularnie śpiewa w chórze prawosławnym.

## Dyskografia

### Albumy
- KMP vol.1 – CD (KMP 2005)

### Kompilacje
- Radio nieprzemakalnych – LP (Wifon 1988) – utwór: „Ciągle w ruchu"
- Cisza jest... nic się nie dzieje – LP (Tonpress 1988) – utwór: „Taniec wojenny"